# Linia kolejowa Jatznick – Ueckermünde
Linia kolejowa Jatznick – Ueckermünde – jednotorowa, niezelektryfikowana linia kolejowa o długości 20,4 km położona w kraju związkowym Meklemburgia-Pomorze Przednie; łączy Jatznick z przystankiem Ueckermünde Stadthafen.

## Historia
Plany włączenia Ueckermünde do sieci kolejowej rozpoczęły się pod koniec XIX wieku. Głównym przeznaczeniem linii miał być transport towarów. Parlament pruski wyraził zgodę na budowę odcinka w dniu 25 kwietnia 1882 roku. Linia miała prowadzić z Pasewalku wzdłuż linii kolejowej do Stralsund i w Jatznick odbijać w kierunku Ueckermünde. Koszty budowy oszacowano wstępnie na 1,2 mln marek. Ponieważ budowa okazała się znacznie trudniejsza, kwota ta była niewystarczająca. Na północ od Torgelow musiało zostać zbudowanych kilka mostów. Pierwszy odcinek pomiędzy Jatznick i Torgelow został oddany do użytku w dniu 20 kwietnia 1884 roku, a cała trasa była gotowa 15 września tego samego roku.
Linia była dobrze wykorzystywana aż do czasu zjednoczenia Niemiec. W latach 90. XX wieku nastąpił gwałtowny wzrost przewożenia towarów ciężarówkami. Dodatkowo wiele firm położonych wzdłuż linii zostało zamkniętych. Ruch pasażerski zmniejszył się znacznie, co było spowodowane zamknięciem lub restrukturyzacją wielu miejsc stacjonowania NVA (w tym przypadku, Torgelow i Eggesin). W 2000 roku land Meklemburgii-Pomorza Przedniego przyznał obsługę ruchu na trasie Ostmecklenburgische Eisenbahn (obecnie Ostseeland Verkehr GmbH). Przewoźnik uruchamiał pociągi w relacji z Ueckermünde do Bützow.
15 sierpnia 2009 roku zostało otwarte liczące 840 metrów przedłużenie linii od starego dworca Ueckermünde do położonego przy porcie przystanku Ueckermünde Stadthafen. W tym celu wykorzystano zachowaną starą linię do portu, którą do 1 stycznia 1996 roku prowadzono ruch pociągów towarowych. Dodatkowo powstał nowy peron oraz trzy przejazdy kolejowo-drogowe z urządzeniami sygnalizacyjnymi. Stary dworzec Ueckermünde został zamknięty i zastąpiony przez położony kilkaset metrów na północ przystanek o tej samej nazwie. Całość prac kosztowała 2,7 mln euro.
Od zmiany rozkładu 15 grudnia 2013 roku pociągi prowadzone przez Ostseeland Verkehr zastąpiono składami uruchamianymi przez DB Regio. Od września 2015 roku po linii kursują spalinowe zespoły trakcyjne Alstom Coradia LINT 41.